# Signoria
Als Signoria (Signorie) wird in der historischen Forschung eine Form der Herrschaftsausübung bezeichnet, die in den Kommunen Ober- und Mittelitaliens zwischen dem 13. und 15. Jahrhundert weit verbreitet war. Signoria bezeichnet dabei die Regierung durch einen Herrn (signore) an der Spitze einer Versammlung von Entscheidungsträgern, die aber oftmals nicht dem Adel, sondern aus dem örtlichen Patriziat entstammte. Signoria nannte sich gewöhnlich auch die Ratsversammlung, die den signore und andere Beamte wählte.
Dieser Artikel behandelt die allgemeine Form dieser Stadtregierung. Spezielle Formen der Signoria finden sich in der historischen Republik Venedig sowie der historischen Stadtregierung von Florenz (siehe Gonfaloniere).

## Geschichte
Die Kommunen im mittelalterlichen Ober- und Mittelitalien (außer im Kirchenstaat und auch nicht Venedig) unterstanden zunächst seit dem 10. Jahrhundert de iure dem Kaiser des Heiligen Römischen Reiches. Da jedoch einzelne Familien aus dem Volk durch Handwerk und Handel immer einflussreicher wurden, kam es in vielen Gemeinden zu offenen Machtkämpfen um die Regierungshoheit. Häufig unterlag der vom Kaiser eingesetzte Magnat dem popolo, der organisierten Bürgerschaft.
Mit dem Tod Kaiser Friedrichs II. Ende 1250 setzte auch der Zerfall der kaiserlichen Verwaltung in Reichsitalien ein. Der bereits zu Lebzeiten des Staufers herrschende Kampf zwischen Ghibellinen und Guelfen nahm an Intensität zu. Die Gleichsetzung von „Ghibellinen“ mit „kaisertreu“ und „Guelfen“ mit „kaiserfeindlich“ ist nur teilweise richtig. Selbst die Guelfen in Florenz spalteten sich um 1300 in zwei Gruppierungen auf. Oft diente die Bezeichnung nur als Kennzeichen unterschiedlicher Gruppen in einer Kommune. Dabei spielten auch soziale Probleme eine nicht unbedeutende Rolle, da die Macht der Konsularfamilien, die traditionell eine wichtige Rolle spielten, von „Aufsteigern“, beispielsweise aus der Schicht der Kaufleute, in Frage gestellt wurde. Die Gruppe der Ghibellinen rekrutierte sich in der Regel aus Gruppen, die von der Reichsherrschaft profitieren wollten. Dies betraf etwa die Feudalherren in der Begegnung mit der Macht der Kommunen oder schwache Kommunen, die von expandierenden Nachbarn bedroht waren. In den zeitgenössischen Staatstraktaten bieten die Monarchia und stellenweise das zuvor erschienene Werk Convivio von Dante Alighieri Reaktionen auf den Niedergang, verbunden mit der Hoffnung auf Erneuerung der kaiserlichen Macht.
Eine direkte Folge war die Zunahme sowohl von Gewalttaten innerhalb bestimmter Kommunen als auch von Kämpfen zwischen verschiedenen Städten in Reichsitalien. Zur Lösung dieser problematischen Situation wurde nun wiederholt auf die Übertragung der Machtbefugnisse auf den Signore zurückgegriffen und neue Verfahren wie das Konklave etabliert, um von äußeren Einflüssen und innerem Parteienstreit unabhängig Ämter zu besetzen. Diese konnten von Anführern der bedeutendsten Gruppe in der Kommune besetzt werden, von angesehenen, möglichst neutralen Personen aus der Kommune, von Klerikern oder auch Ortsfremden. Da Venedig nicht zum Kaiserreich gehörte und sich auch sonst zu den Machtkämpfen innerhalb und zwischen den italienischen Kommunen oft neutral verhielt, wurden oft venezianische Nobilhòmini zu städtischen Machthabern berufen, wozu auch der Ruf Venedigs, ein sehr korrektes und gut funktionierendes Rechtssystem zu haben, beitrug. Vom Signore wurde nicht nur die Wiederherstellung von Ruhe und Ordnung in der Kommune erwartet, sondern auch die Herstellung eines sozialen Friedens durch die Teilhabe der „Aufsteiger“ an der politischen Macht in der Kommune.
Eine Frühform der Signoria wurde von Ezzelino III. da Romano errichtet, jedoch ohne dass Ezzelino einen Rückhalt in der Stadt selbst gewonnen hatte. Die erste formaljuristische städtische Signorie wurde schließlich 1264 Obizzo II. d’Este in Ferrara von der Kommune in einer – allerdings von Obizio arrangierten – feierlichen Vollversammlung übertragen. Nach dem Tod Friedrichs II. wurden auch unter anderem in Verona, Mantua und Mailand Signorien errichtet, meistens von Familien, die sowohl im contado (dem Umland) als auch in der Stadt selbst präsent waren. Die formale Absicherung des jeweiligen Signore erfolgte oft durch die Bekleidung der wichtigen Ämter des Podestà und des Capitano del popolo mehrmals in Folge bzw. teils auf Lebenszeit.
Um eine zusätzliche Machtlegitimation zu erhalten, bemühten sich die neuen Machthaber oft um die Verleihung eines Vikariats durch den Papst oder den römisch-deutschen Kaiser. Vor allem der Italienzug Heinrichs VII. (1310 bis 1313) sorgte für eine Ausweitung der Herrschaftsform der Signorie auf weitere Kommunen, da Heinrich oft auf ortsansässige Personen zurückgriff, um die kaiserlichen Interessen zu wahren. Ein bekanntes Beispiel dafür sind etwa die Visconti in Mailand. Andere Ghibellinen setzten nach dem Tod des Kaisers im August 1313 den Kampf gegen die Guelfen fort und errichteten in der Folgezeit eigene Herrschaften (siehe etwa Castruccio Castracani). Von Heinrichs Enkel Karl IV. wurden diese Vikariate auf seinen Italienzügen teils bestätigt. In manchen Städten sicherte sich der Signore die faktische Erblichkeit seines Amtes von der Bevölkerung zu, sodass es vereinzelt zur Bildung von Dynastien kam. Durch diese Faktoren war in der Folgezeit das Verschwinden der traditionellen kommunalen Institutionen in die Bedeutungslosigkeit verbunden. Der Fürst setzte an ihre Stelle einen eigenen Verwaltungsapparat und löste auch die Milizen zu Gunsten ihm ergebener Söldnerverbände auf. Allerdings kam es keineswegs in allen Kommunen, die teilweise ebenfalls durch innere Streitigkeiten gespalten waren, zur Bildung einer Signorie, wie die Ausnahmen Genua, Siena oder Lucca zeigen. Auch war die Rückgewinnung der vollen Kompetenzen der Kommune bei Desavouierung des signore oder bei Aussterben seiner Dynastie nicht ausgeschlossen.
Bis ins 15. Jahrhundert wurde eine Reihe von Städten so mächtig, dass sie zu autonomen Regionalstaaten wurden. Weder dem Reich noch dem Papst gelang es, diese Entwicklung durch Gewalt zurückzudrängen. Stattdessen verteilten sie Privilegien und Adelstitel, um die Signorie an sich zu binden. Mit großem Erfolg gelang das jedoch erst Cesare Borgia.
Viele Städte wurden so zu erblichen Fürstentümern. Andere wurden von den großen Territorialstaaten geschluckt, die sich im 15. Jahrhundert erfolgreich ausdehnten (Herzogtum Mailand, die Republik Venedig, Herzogtum Florenz (später Herzogtum Toskana), Königreich Neapel und der Kirchenstaat).